# Afrique du Sud aux Jeux paralympiques d'été de 2024
L'Afrique du Sud participe aux Jeux paralympiques d'été de 2024 à Paris, en France du 28 août au 8 septembre 2024. Il s'agit de sa 13e participation à des Jeux paralympiques d'été.
La délégation paralympique sud-africaine est composée de 32 athlètes engagés dans neuf disciplines, dont 19 hommes et 13 femmes. Elle est représentée lors de la cérémonie d’ouverture par athlète Mpumelelo Mhlongo et la nageuse Kat Swanepoel.
Le pays termine à la 46e place du tableau des médailles avec un total de six récompenses, dont deux en or et quatre en bronze.

## Délégation
Le tableau suivant montre le nombre d'athlètes sud-Africain dans chaque discipline :
| Sport       | Hommes | Femmes | Total |
| ----------- | ------ | ------ | ----- |
| Athlétisme  | 10     | 5      | 15    |
| Boccia      | 1      | 1      | 2     |
| Cyclisme    | 1      | 0      | 1     |
| Équitation  | 0      | 1      | 1     |
| Judo        | 1      | 0      | 1     |
| Natation    | 2      | 3      | 5     |
| Tennis      | 4      | 1      | 5     |
| Tir à l'arc | 1      | 0      | 1     |
| Triathlon   | 0      | 1      | 1     |
| Total       | 20     | 12     | 32    |

## Bilan général
| Sport       | Médaille d'or, Jeux paralympiques | Médaille d'argent, Jeux paralympiques | Médaille de bronze, Jeux paralympiques | Total | Rang pays |
| ----------- | --------------------------------- | ------------------------------------- | -------------------------------------- | ----- | --------- |
| Athlétisme  | 2                                 | 0                                     | 2                                      | 4     | 28e       |
| Boccia      | 0                                 | 0                                     | 0                                      | 0     | -         |
| Cyclisme    | 0                                 | 0                                     | 1                                      | 1     | 20e       |
| Équitation  | 0                                 | 0                                     | 0                                      | 0     | -         |
| Judo        | 0                                 | 0                                     | 0                                      | 0     | -         |
| Natation    | 0                                 | 0                                     | 0                                      | 0     | -         |
| Tennis      | 0                                 | 0                                     | 1                                      | 1     | 4e        |
| Tir à l'arc | 0                                 | 0                                     | 0                                      | 0     | -         |
| Triathlon   | 0                                 | 0                                     | 0                                      | 0     | -         |
| Total       | 2                                 | 0                                     | 4                                      | 6     | 46e       |

| Jour          | Médaille d'or, Jeux paralympiques | Médaille d'argent, Jeux paralympiques | Médaille de bronze, Jeux paralympiques | Total |
| ------------- | --------------------------------- | ------------------------------------- | -------------------------------------- | ----- |
| 28 août       | 0                                 | 0                                     | 0                                      | 0     |
| 29 août       | 0                                 | 0                                     | 0                                      | 0     |
| 30 août       | 0                                 | 0                                     | 0                                      | 0     |
| 31 août       | 0                                 | 0                                     | 0                                      | 0     |
| 1er septembre | 1                                 | 0                                     | 0                                      | 1     |
| 2 septembre   | 0                                 | 0                                     | 1                                      | 1     |
| 3 septembre   | 0                                 | 0                                     | 0                                      | 0     |
| 4 septembre   | 0                                 | 0                                     | 2                                      | 2     |
| 5 septembre   | 0                                 | 0                                     | 0                                      | 0     |
| 6 septembre   | 1                                 | 0                                     | 0                                      | 1     |
| 7 septembre   | 0                                 | 0                                     | 1                                      | 1     |
| 8 septembre   | 0                                 | 0                                     | 0                                      | 0     |
| Total         | 2                                 | 0                                     | 4                                      | 6     |

| Sexe   | Médaille d'or, Jeux paralympiques | Médaille d'argent, Jeux paralympiques | Médaille de bronze, Jeux paralympiques | Total |
| ------ | --------------------------------- | ------------------------------------- | -------------------------------------- | ----- |
| Hommes | 1                                 | 0                                     | 2                                      | 3     |
| Femmes | 1                                 | 0                                     | 1                                      | 2     |
| Mixte  | 0                                 | 0                                     | 1                                      | 1     |
| Total  | 2                                 | 0                                     | 4                                      | 6     |

## Médaillés

### Médailles d’or
| Sport      | Discipline                   | Athlète(s)        | Performance | Date          |
| ---------- | ---------------------------- | ----------------- | ----------- | ------------- |
| Athlétisme | 100m T44 masculin            | Mpumelelo Mhlongo | 11 s 12     | 1er septembre |
| Athlétisme | Lancer de disque F38 féminin | Simoné Kruger     | 38,70 m     | 6 septembre   |

### Médailles d’argent
| Sport | Discipline | Athlète(s) | Performance | Date |
| ----- | ---------- | ---------- | ----------- | ---- |
|       |            |            |             |      |

### Médailles de bronze
| Sport              | Discipline                   | Athlète(s)                    | Performance   | Date        |
| ------------------ | ---------------------------- | ----------------------------- | ------------- | ----------- |
| Athlétisme         | 1 500m T11 féminin           | Louzanne Coetzee              | 4 min 35 s 49 | 2 septembre |
| Athlétisme         | 200m T64 masculin            | Mpumelelo Mhlongo             | 22 s 62       | 7 septembre |
| Cyclisme sur route | Contre-la-montre masculin H1 | Pieter du Preez               | 36 min 7 s 05 | 4 septembre |
| Tennis             | Double mixte en quad         | Donald Ramphadi Lucas Sithole |               | 4 septembre |

## Sports

### Athlétisme

#### Hommes
| Athlètes                 | Épreuve   | Série       | Série       | Demi-finales | Demi-finales | Finale  | Finale                                 |
| Athlètes                 | Épreuve   | Temps       | Rang        | Temps        | Rang         | Temps   | Rang                                   |
| ------------------------ | --------- | ----------- | ----------- | ------------ | ------------ | ------- | -------------------------------------- |
| Jaco Smit                | 100 m T12 | 11 s 12     | 2e          | Non disputé  | Non disputé  | Éliminé | Éliminé                                |
| Mpumelelo Mhlongo        | 100 m T44 | Non disputé | Non disputé | Non disputé  | Non disputé  | 11 s 12 | Médaille d'or, Jeux paralympiques      |
| Mpumelelo Mhlongo        | 200 m T64 | 22 s 92     | 1er         | Non disputé  | Non disputé  | 22 s 62 | Médaille de bronze, Jeux paralympiques |
| Puseletso Michael Mabote | 100 m T63 | 12 s 05     | 1er         | Non disputé  | Non disputé  | 12 s 16 | 5e                                     |
| Paul Daniels             | 100 m T64 | 11 s 23     | 4e          | Non disputé  | Non disputé  | Éliminé | Éliminé                                |
| Paul Daniels             | 400 m T62 | Non disputé | Non disputé | Non disputé  | Non disputé  | 50 s 63 | 6e                                     |
| Daniel du Plessis        | 100 m T64 | 11 s 75     | 7e          | Non disputé  | Non disputé  | Éliminé | Éliminé                                |
| Daniel du Plessis        | 400 m T62 | Non disputé | Non disputé | Non disputé  | Non disputé  | 52 s 91 | 8e                                     |
| Collen Mahlalela         | 400 m T47 | 48 s 65     | 2e          | Non disputé  | Non disputé  | 49 s 95 | 7e                                     |

| Athlètes                 | Épreuve              | Finale      | Finale |
| Athlètes                 | Épreuve              | Performance | Rang   |
| ------------------------ | -------------------- | ----------- | ------ |
| Khumo Neo Pitso          | Saut en hauteur T47  | 1,98 m      | 5e     |
| Puseletso Michael Mabote | Saut en longueur T63 | 6,44 m      | 6e     |
| Mpumelelo Mhlongo        | Saut en longueur T64 | 7,12 m      | 5e     |
| Hermanus Blom            | Lancer de poids F12  | 13,16 m     | 7e     |
| Kerwin Noemdo            | Lancer de poids F46  | 15,63 m     | 5e     |

#### Femmes
| Athlètes               | Épreuve      | Série         | Série       | Demi-finales | Demi-finales | Finale        | Finale                                 |
| Athlètes               | Épreuve      | Temps         | Rang        | Temps        | Rang         | Temps         | Rang                                   |
| ---------------------- | ------------ | ------------- | ----------- | ------------ | ------------ | ------------- | -------------------------------------- |
| Sheryl James           | 100 m T37    | 13 s 69       | 3e          | Non disputé  | Non disputé  | 13 s 90       | 8e                                     |
| Sheryl James           | 200 m T37    | Non disputé   | Non disputé | Non disputé  | Non disputé  | 29 s 08       | 7e                                     |
| Sheryl James           | 400 m T37    | Non disputé   | Non disputé | Non disputé  | Non disputé  | 1 min 6 s 88  | 4e                                     |
| Liezel Gouws           | 400 m T37    | Non disputé   | Non disputé | Non disputé  | Non disputé  | 1 min 8 s 33  | 5e                                     |
| Louzanne Coetzee       | 1 500 m T11  | 4 min 45 s 25 | 2e          | Non disputé  | Non disputé  | 4 min 35 s 49 | Médaille de bronze, Jeux paralympiques |
| Louzanne Coetzee       | Marathon T12 | Non disputé   | Non disputé | Non disputé  | Non disputé  | 3 min 25 s 53 | 7e                                     |
| Tezna Kirstin Abrahams | 400 m T64    | 31 s 17       | 5e          | Non disputé  | Non disputé  | Éliminé       | Éliminé                                |

| Athlètes               | Épreuve              | Finale      | Finale                            |
| Athlètes               | Épreuve              | Performance | Rang                              |
| ---------------------- | -------------------- | ----------- | --------------------------------- |
| Yane Van der Merwe     | Lancer de disque F64 | NM          | NM                                |
| Liezel Gouws           | Saut en longueur T37 | 3,62 m      | 8e                                |
| Tezna Kirstin Abrahams | Saut en longueur T64 | 4,46 m      | 11e                               |
| Simoné Kruger          | Lancer de disque F38 | 38,70 m     | Médaille d'or, Jeux paralympiques |

### Boccia

#### Hommes
| Athlètes        | Épreuve        | Phase de Poules     | Phase de Poules    | Phase de Poules    | Phase de Poules | Quart de finale | Demi-Finale | Finale  | Rang |
| Athlètes        | Épreuve        | Match 1             | Match 2            | Match 3            | Rang            | Quart de finale | Demi-Finale | Finale  | Rang |
| --------------- | -------------- | ------------------- | ------------------ | ------------------ | --------------- | --------------- | ----------- | ------- | ---- |
| Karabo Morapedi | Individuel BC3 | Michel Défaite 2-10 | Arnott Défaite 1-7 | Wilson Défaite 0-9 | 4e du gr. A     | Éliminé         | Éliminé     | Éliminé | 16e  |

#### Femmes
| Athlètes       | Épreuve        | Phase de Poules | Phase de Poules   | Phase de Poules    | Phase de Poules | Quart de finale | Demi-Finale | Finale  | Rang |
| Athlètes       | Épreuve        | Match 1         | Match 2           | Match 3            | Rang            | Quart de finale | Demi-Finale | Finale  | Rang |
| -------------- | -------------- | --------------- | ----------------- | ------------------ | --------------- | --------------- | ----------- | ------- | ---- |
| Elanza Jordaan | Individuel BC3 | Ho Défaite 0-8  | Costa Défaite 2-4 | Calado Défaite 0-5 | 4e du gr. B     | Éliminé         | Éliminé     | Éliminé | 15e  |

#### Mixtes
| Athlètes                       | Épreuve    | Phase de Poules    | Phase de Poules    | Phase de Poules | Phase de Poules | Phase de Poules | Quart de finale | Demi-Finale | Finale  | Rang    |
| Athlètes                       | Épreuve    | Match 1            | Match 2            | Match 3         | Match 4         | Rang            | Quart de finale | Demi-Finale | Finale  | Rang    |
| ------------------------------ | ---------- | ------------------ | ------------------ | --------------- | --------------- | --------------- | --------------- | ----------- | ------- | ------- |
| Karabo Morapedi Elanza Jordaan | Paires BC3 | Brésil Défaite 0-7 | Grèce Défaite 0-10 | Éliminé         | Éliminé         | 3e du gr. D     | Éliminé         | Éliminé     | Éliminé | Éliminé |

### Cyclisme

#### Hommes
| Athlète         | Catégorie              | Temps         | Rang                                   |
| --------------- | ---------------------- | ------------- | -------------------------------------- |
| Pieter du Preez | Course en ligne - H1-2 | DNF           | DNF                                    |
| Pieter du Preez | Contre-la-montre - H1  | 36 min 7 s 05 | Médaille de bronze, Jeux paralympiques |

### Équitation
| Philippa Johnson | Just In Time | IV |  |  |  |  |  |  |

### Judo
| Athlète       | Compétition       | 1er tour            | Quart de finale     | Demi-finale         | Repêchage 1         | Repêchage 2         | Finale / MB         | Rang    |
| Athlète       | Compétition       | Adversaire Résultat | Adversaire Résultat | Adversaire Résultat | Adversaire Résultat | Adversaire Résultat | Adversaire Résultat | Rang    |
| ------------- | ----------------- | ------------------- | ------------------- | ------------------- | ------------------- | ------------------- | ------------------- | ------- |
| Ndyebo Lamani | Moins de 73 kg J1 | Gauto Défaite 0-10  | Éliminé             | Éliminé             | Éliminé             | Éliminé             | Éliminé             | Éliminé |

### Natation

#### Hommes
| Athlète          | Épreuve              | Série         | Série | Finale        | Finale  |
| Athlète          | Épreuve              | Résultat      | Rang  | Résultat      | Rang    |
| ---------------- | -------------------- | ------------- | ----- | ------------- | ------- |
| Christian Sadie  | 50 m nage libre S7   | 29 s 07       | 7e    | 28 s 75       | 7e      |
| Christian Sadie  | 100 m dos S7         | 1 min 14 s 82 | 6e    | 1 min 13 s 03 | 5e      |
| Christian Sadie  | 50 m papillon S7     | 30 s 23       | 3e    | 29 s 94       | 5e      |
| Christian Sadie  | 200 m 4 nages SM7    | 2 min 35 s 98 | 2e    | 2 min 35 s 02 | 5e      |
| Nathan Hendricks | 400 m nage libre S13 | 4 min 17 s 07 | 5e    | 4 min 18 s 05 | 6e      |
| Nathan Hendricks | 100 m dos S13        | 1 min 3 s 53  | 8e    | 1 min 3 s 43  | 7e      |
| Nathan Hendricks | 100 m brasse SB13    | 1 min 13 s 04 | 14e   | Éliminé       | Éliminé |
| Nathan Hendricks | 100 m papillon S13   | 59 s 51       | 6e    | 59 s 91       | 8e      |
| Nathan Hendricks | 200 m 4 nages SM13   | 2 min 18 s 36 | 8e    | 2 min 17 s 15 | 7e      |

#### Femmes
| Athlète        | Épreuve              | Série         | Série | Finale        | Finale  |
| Athlète        | Épreuve              | Résultat      | Rang  | Résultat      | Rang    |
| -------------- | -------------------- | ------------- | ----- | ------------- | ------- |
| Kat Swanepoel  | 50 m dos S4          | 49 s 63       | 11e   | Éliminé       | Éliminé |
| Alani Ferreira | 100 m nage libre S12 | 1 min 9 s 69  | 12e   | Éliminé       | Éliminé |
| Alani Ferreira | 400 m nage libre S13 | 4 min 58 s 06 | 8e    | 4 min 55 s 95 | 8e      |
| Alani Ferreira | 100 m brasse SB12    | 1 min 21 s 95 | 4e    | 1 min 21 s 36 | 5e      |
| Danika Vyncke  | 400 m nage libre S13 | 5 min 10 s 91 | 10e   | Éliminé       | Éliminé |
| Danika Vyncke  | 100 m brasse SB13    | 1 min 24 s 91 | 8e    | 1 min 23 s 82 | 8e      |

### Tennis

#### Hommes
| Athlètes | Épreuves | 1er tour | 2e tour | 3e tour | Quarts de finale | Demi-finales | Finale |
| -------- | -------- | -------- | ------- | ------- | ---------------- | ------------ | ------ |
| [[]]     | Simple   |          |         |         |                  |              |        |

### Tir à l'arc
| Athlète        | Compétition     | Tour préliminaire | Tour préliminaire | Seizièmes de finale | Huitièmes de finale    | Quarts de finale      | Demi-finales     | Finale Match pour la 3e place | Rang    |
| Athlète        | Compétition     | Score             | Rang              | Adversaire Score    | Adversaire Score       | Adversaire Score      | Adversaire Score | Adversaire Score              | Rang    |
| -------------- | --------------- | ----------------- | ----------------- | ------------------- | ---------------------- | --------------------- | ---------------- | ----------------------------- | ------- |
| Shaun Anderson | Individuelle W1 | 638               | 9e                |                     | Aydın Victoire 133-132 | Zhang Défaite 134-136 | Éliminé          | Éliminé                       | Éliminé |